# БКК Раднички
Београдски кошаркашки клуб Раднички (БКК Раднички) је српски кошаркашки клуб из Београда. Клуб је део Спортског друштва Раднички. Тренутно се такмичи у Кошаркашкој лиги Србије.

## Историја
Клуб је основан 1945. године. У Првој лиги Југославије је заиграо по први пут 1954, али је завршио на последњем месту и испао, а то исто је поновио 1956. и делимично 1958. (претпоследњи). У елитни ранг се поново вратио 1960. и ту се задржао дуги низ година.
Највеће успехе доживео је 70-их година 20. века под вођством тренера Слободана Ивковића, када је у сезони 1972/1973. постао првак Југославије и 1976. освојио Куп Југославије, а такође је био и финалиста Купа 1978. У шампионској генерацији за Раднички су играли Драгослав Ражнатовић, Милун Маровић, Мирољуб Дамњановић, Драган Ивковић, Срећко Јарић, Мирослав Миле Ђорђевић, Драган Вучинић, Иван Шарац, Душан Тривалић, Драгољуб Змијанац, Јовица Вељовић, Милован Тасић, Душан Зупанчић и Никола Бјеговић.
Такође је у том периоду имао успеха и у европским такмичењима, прво је у сезони 1973/74. стигао до полуфинала Купа европских шампиона, где је ипак у оба меча поражен од италијанског Игнис Варезеа. Затим је 1977. у финалу Купа победника купова поражен од италијанског Форст Кантуа са само једним кошем разлике, 86:87. У сезони 1982/83. Раднички заузима претпоследње 11. место и након 24 узастопне сезоне у Првој лиги испада у нижи ранг. У Прву лигу се враћа 1984/85., али испада исте сезоне, и то је била последња сезона клуба у Првој лиги Југославије пре распада државе, а укупно 28. сезона.
Након распада СФРЈ такмичење је од сезоне 1991/92. наставио у Првој лиги СР Југославије, а ту се задржао све до сезоне 2001/02.
У сезони 2010/11. је освојио прво место у Првој Б лиги Србије и тако се пласирао у Кошаркашку лигу Србије. Већ у првој сезони у КЛС освојио је друго место и пролаз у Суперлигу за сезону 2011/12, где је заузео седмо место. Раднички је у сезони 2012/13. као претпоследњи успео да избори опстанак, али је по завршетку сезоне иступио из КЛС, тако да је за сезону 2013/14. пребачен два ранга ниже, у Прву регионалну лигу Центар. Од сезоне 2023/24 Раднички наступа у Првој кошаркшкој лиги Србије (КЛС) 

## Успеси
- Прва лига Југославије
  - Првак: 1973.
- Куп Југославије
  - Освајач: 1976.
  - Финалиста: 1978.
- Куп победника купова
  - Финалиста: 1977.
- Куп европских шампиона
  - Полуфинале: 1973/74.[2]

## БКК Раднички у европским такмичењима
| Сезона                             | Резултат           |
| ---------------------------------- | ------------------ |
| Куп европских шампиона             |                    |
| 1973/74.                           | Полуфинале         |
| Куп победника купова / Сапорта куп |                    |
| 1976/77.                           | Финале             |
| 1999/00.                           | Шеснаестина финала |
| Куп Радивоја Кораћа                |                    |
| 1979/80.                           | Друго коло         |
| 1992/93.                           | Друго коло         |
| 1998/99.                           | Осмина финала      |

## Познатији играчи
| - Петар Божић - Мирољуб Дамјановић - Драган Ивковић (Драги Ивковић) - Владимир Драгутиновић - Душан Ђорђевић - Ранко Жеравица - Душан Ивковић - Зоран Јовановић - Милун Маровић - Срећко Јарић - Мирослав Миле Ђорђевић - Драган Вучинић - Драгољуб Змијанац - Душан Тривалић - Јовица Вељовић | - Лука Павићевић - Игор Перовић - Вања Плиснић - Бранко Синђелић - Горан Ћакић - Драгутин Чермак - Жарко Вучуровић - Милован Тасић - Александар Чубрило - Драгиша Шарић - Душан Зупанчић - Никола Бјеговић - Слађан Стојковић |

## Познатији тренери
- Душан Ивковић
- Слободан Пива Ивковић
- Ацо Петровић
- Душко Вујошевић
- Ранко Жеравица
- Боривоје Ценић
- Божидар Маљковић
- Мирослав Николић